# Kristina Edlinger-Ploder

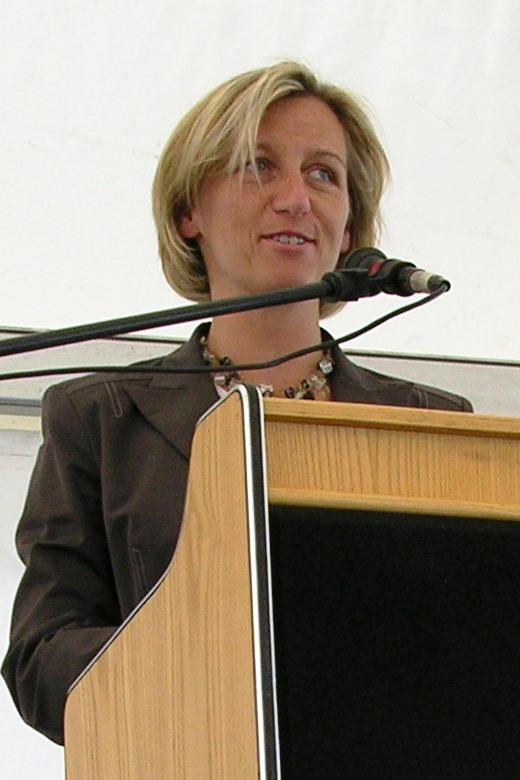
Kristina Edlinger-Ploder (2006)

Kristina Edlinger-Ploder (* 4. Juli 1971 in Linz, Oberösterreich, als Kristina Edlinger) ist eine österreichische ehemalige Politikerin (ÖVP). Sie war ab 2003 Mitglied der steirischen Landesregierung. In der Landesregierung Voves II war sie seit dem 21. Oktober 2010 als Landesrätin für die Bereiche Gesundheit, Pflege, Wissenschaft und Forschung sowie Fachhochschulen zuständig. Wie von ihr am 26. Februar 2014 in einer Pressekonferenz bekannt gegeben wurde, legte Edlinger-Ploder ihre Funktion als Landesrätin mit 10. März 2014 zurück. Ihr Nachfolger wurde der bisherige ÖVP-Landtagsklubobmann Christopher Drexler.

## Werdegang
Als Tochter einer Volksschuldirektorin und des Journalisten Klaus Edlinger wuchs sie mit ihrem älteren Bruder, dem Medienmanager Gert Edlinger in Graz auf und maturierte dort 1989 am Akademischen Gymnasium. Nach der Sponsion zur Magistra iuris an der Karl-Franzens-Universität arbeitete sie am Aufbau eines Handelsunternehmens in Graz mit. 1998 begann sie ihre Tätigkeit im politischen Büro von Waltraud Klasnic, damals Landeshauptmann der Steiermark. Im April 2003 wurde Edlinger-Ploder – als jüngste Landesrätin Österreichs – in die Steiermärkische Landesregierung berufen. Von April 2004 bis Oktober 2005 war sie zusätzlich Leiterin des Finanzressorts des Landes.
Im Jahr 2010 wurde sie Spitallandesrätin und startete ein Sparprogramm mit Bettenabbau und Spitalszusammenlegungen bei den Landeskrankenhäusern.
Von 2012 bis 2013 plante Edlinger-Ploder die Zusammenlegung des damaligen LKH Graz-West (heute Standort West des LKH Graz II) mit dem Krankenhaus der Barmherzigen Brüder Graz-Eggenberg, wobei die Führung des neuen Hauses und die Mitarbeiter von der KAGes zum Orden wechseln sollten. Dieser bereits ausverhandelte Plan konnte nicht umgesetzt werden, da sie von ihrer eigenen Parteispitze in aller Öffentlichkeit zurückgepfiffen wurde.
Edlinger-Ploder ließ sich aber dadurch nicht beirren, suchte nach anderen Alternativen und präsentierte schlussendlich eine Kooperation mit den Ordenshäusern in Graz zur besseren Patientenversorgung.
Am 26. Februar 2014 gab sie überraschend ihren Rückzug aus der Politik bekannt. Vorausgegangen war Kritik an ihrem Sparkurs im Bereich der KAGes.
Von 1. September 2014 bis 14. Februar 2016 war Edlinger-Ploder Vizerektorin der Medizinischen Universität Graz, verantwortlich für Personal und Gleichstellung.
Mit 1. September 2016 wurde sie in Nachfolge von Franz Schrank Rektorin der Grazer Fachhochschule Campus 02 und übernahm auch die Geschäftsführung.
In der Funktionsperiode 2018 bis 2023 ist sie Mitglied des Universitätsrates der Medizinischen Universität Innsbruck.

## Privat
Kristina Edlinger-Ploder ist Alleinerzieherin und hat zwei Kinder mit dem aus dem obersteirischen Murau stammenden Architekten Elemer Ploder.